# Liste der Monuments historiques in Les Essarts-lès-Sézanne
Die Liste der Monuments historiques in Les Essarts-lès-Sézanne führt die Monuments historiques in der französischen Gemeinde Les Essarts-lès-Sézanne auf.

## Liste der Objekte
| Bezeichnung              | Beschreibung                                                                                      | Standort                                     | Kennzeichnung | Schutzstatus | Datum | Bild |
| ------------------------ | ------------------------------------------------------------------------------------------------- | -------------------------------------------- | ------------- | ------------ | ----- | ---- |
| Gemälde Heiliger Mimey   | Ölfarbe auf Leinwand, 19. Jahrhundert                                                             | in der Kirche Assomption-de-la-Vierge (Lage) | PM51002405    | Inscrit      | 1976  |      |
| Taufbecken               | Stein, 17. Jahrhundert                                                                            | in der Kirche Assomption-de-la-Vierge (Lage) | PM51002402    | Inscrit      | 1976  |      |
| Hauptaltar               | Altartisch, Retabel und Gemälde Auferstehung Christi; Holz, Ölfarbe auf Leinwand, 17. Jahrhundert | in der Kirche Assomption-de-la-Vierge (Lage) | PM51002403    | Inscrit      | 1976  |      |
| Gemälde Heiliger Eligius | Ölfarbe auf Leinwand, 19. Jahrhundert                                                             | in der Kirche Assomption-de-la-Vierge (Lage) | PM51002404    | Inscrit      | 1976  |      |